# الجوة (أرحب)

تعديل مصدري - تعديل

الجوة هي إحدى قرى عزلة بيت مران بمديرية أرحب التابعة لمحافظة صنعاء، بلغ تعداد سكانها 54 نسمة حسب تعداد اليمن لعام 2004.